# Погром у Радзілуві
Бійня в Радзілуві, Погром у Радзілуві — знищення єврейської громади містечка Радзілув його польськими мешканцями 7 листопада 1941 року. Більшість жертв були спалені живцем у покинутій стодолі Мітковського.

## Передумови
В період міжвоєнної Польщі район Ломжинського повіту, що прилягав до кордону із німецькою Східною Пруссією, став ареалом значного поширення націоналістичних організацій, котрі здобули великий вплив на населення. Крім того неоднозначну позицію щодо євреїв займала римо-католицька церква. Вже у 1933 році відбулась перша спроба єврейського погрому, яка тоді була зупинена польською поліцією; друга спроба погрому сталась у 1935 році. Періодично відбувались акції насильства проти євреїв та саботажу їх крамниць. Тодішній місцевий радзілувський ксьондз Юзеф Хороманьскій особисто контролював пікети виставлені націоналістичними активістами коло єврейських магазинів, з метою недопущення туди покупців, крім того, у школі, той самий ксьондз застерігав дітей у школі від покупок товарів у єврейських магазинах, оскільки, за його словами, євреї місять хліб ногами і плюють у нього. Ці події сприяли зростанню ізоляції єврейської общини та росту у її представників комплексу жертви. Після початку Другої світової війни та поділу Польщі, згідно пакту Молотова — Ріббентропа між Німеччиною та Радянським Союзом, Радзілув став прикордонним містом по радянській стороні радянсько-німецького кордону. В цей час частина націоналістично налаштованих мешканців містечка сформувала підпільні загони опору новій владі, а частина стала співробітничати із нею. За два роки радянської влади і так високий рівень антисемітизму ще більше зріс, оскільки значна частина польських мешканців включно із місцевим католицьким священиком вважали євреїв прихильниками та активістами більшовизму та комуністичної влади. Після нападу Німеччини на СРСР 22 червня 1941 року, прикордонний Радзілув був в перший же день взятий під контроль Вермахтом, підрозділи якого 23 червня, за допомогою польських антирадянських підпільників, ліквідували рештки Червоної Армії, які ще залишились у околиці. Згідно свідчень М. Фінкельштейна, польське населення спорудило тріумфальну арку із портретом Гітлера та написом: “Нехай живе німецька армія, котра звільнила нас від проклятого жидо-комунізму”, а 26 червня, група німецьких солдат заїхала у село та роздала зброю місцевим жителям для розправи над комуністами і євреями. В той же день, місцевий швець Антоній Космачевский та деякий Скрандский, живцем відпилили голову 17-ти річній членкині Комсомолу Фрумі Дорогой, тіло якої втопили у болоті.

## Перебіг подій
Після німецького нападу на СРСР та швидкого просування Вермахту на Схід, нова окупаційна влада сформувалась не відразу. Фактично її роль стала відігравати самоорганізована група польських націоналістично орієнтованих мешканців зі 9-ти осіб, передовсім тих, хто активно протистояв радянській владі. У перші дні окупації, німці не лише роздавали зброю, але також демонстрували ставлення своєї влади до євреїв. Так наприклад, вони наказали їм винести із синагоги релігійні книги, кинути у річку та топтати. Потім вони запрягли євреїв до воза та змушували бігати галопом, б’ючи нагайками. Такі показові приниження, остаточно переконали мешканців Радзілува у безправному становищі євреїв.

### Наростання насильства
Протягом наступних днів відбувались постійні акти насильства польського населення над євреями, які часто закінчувались убивствами. Паралельно було розграбовано радянський склад зброї та горілчаний завод у Случі, неподалік. Хайя Фінкельштейн звернулась до місцевого ксьондза Олександра Долєґовского, як найбільш впливової особи у містечку, з проханням закликати поляків припинити насильство, однак отримала відмову. Ксьондз Олександр підтвердив звинувачення всіх євреїв “від малого до 60-ти річного” у комунізмі та “відсутності інтересу їх захищати”.
В неділю 6 липня до Радзілува стали приходити мешканці містечка Вонсошу якому попередньої ночі (з 5 на 6 те), відбулась бійня, в результаті якої було вбито майже все єврейське населення, що складало кілька сотень осіб.    
Приблизно в цей час із захоплених німцями радянських тюрем було випущено групу польських чоловіків, яких комуністична влада готувала до депортації у Сибір. Їх жінки і діти на той час вже були депортовані. Їхня поява, ще більше посилила антиєврейські настрої. 
В понеділок 7 липня коло 15:00 до Радзілува приїхала невелика група гестапівців (3-5 осіб), які провели розмову із місцевими польськими представниками, щодо подальших дій стосовно євреїв. Німці віддали наказ скликати їх на ринкову площу для розчистки бруківки від бур’янів. Крім того, полякам роздали кілька рушниць. Свідчення розходяться, щодо ролі цієї групи гестапівців. Польські свідки переважно вказують лише на німців, як організаторів погрому, в той час як єврейські свідки говорять про їх спільну діяльність із представниками самоорганізованої польської адміністрації. В будь-якому випадку, з огляду на передісторію, можна твердити, що обидві сторони мали сильні антиєврейські настрої.

### Спалення євреїв у стодолі
Мешканців єврейської національності стали зганяти на площу. Із свідчень Станіслава Ромотовського та Хелени З., можна зробити висновок, що, принаймні, частина євреїв не замислювались над можливістю масового вбивства. Зокрема, Хелена З, свідчила, що її єврейська сусідка просила  подивитись за їхніми речами, вже коли у гурті інших євреїв ішла на площу. В той час, для спалення було обрано покинуту стодолу, власник якої, кілька років перед тим, виїхав до Аргентини. Відповідно до свідчень Хаї Ґодлін із Щучина, цю стодолу обрали просто тому, що вона була найбільша за розміром. Після того, як євреї зібрались на площі, їх оточили місцеві поляки та стали бити так що деяких із них втрачали свідомість, а деякі вмирали; ще дорогою на площу, ударом палицею, був убитий єврейський хлопчик, який ішов з мамою та меншим братом. Побиття зупинилось на короткий час, коли поляки наказали євреям співати пісню “Москва моя”, після чого побиття продовжились із ще більшою інтенсивністю. За свідченням Фінкельштейна, німці роздали зброю та виїхали лише у цей момент. Озброєні таким чином поляки погнали євреїв, вулицею Пєньктною, до стодоли на окраїні міста.
Стодола, мала кам’яні стіни і дерев’яні двері, які були забиті та підперті дерев’яними брусами, щоб не дозволити нікому вийти із неї. 16-річний Юзеф Клімашевскій (справжнє прізвище Екстович) облив стодолу та її дах керосином, після чого підпалив. Із стодоли змогли вирватись мужчина та дівчина — обидвоє були застрелені. Вже у палаючий будинок людей змушували заходити під страхом розстрілу через дах. Так само кидали туди дітей. Один із активних учасників погрому Леон Космачевський особисто вкинув у вогонь 10-денного сина Берека Вассерштайна, якого його мати просила не вбивати, з огляду на його вік, а після того, за допомогою багнета увіпхнув і її саму.

### Знищення залишків єврейського населення
В силу різних причин, не всі мешканці єврейської національності пішли на площу та, відповідно, загинули у стодолі. Якась частина, дізнавшись про події, які щойно відбулись, стала переховуватись у різних місцях. Протягом наступних трьох днів (приблизно до 10 липня), були убиті залишки радзідувських євреїв. Трупи вже убитих, котрі лежали на вулиці, за ініціативи місцевого фельдшера, залили газонним вапном, для упередження поширення епідемій. Основним місцем масових убивств стали так звані “льодівні” — глибокі ями для зберігання продуктів, із льодом на дні, яких, з огляду на велику глибину ніколи не танув. Перед скиданням у “льодівню” жертв вибивали із пістолета, але інколи вкидали живими та засипали землею. Відомий випадок коли один із польський міліціонерів заради економії набоїв поставив уряд 10 єврейських дітей та вистелив крайньому в голову, так щоб однією кулею прострелити голови усіх; всіх десятеро і тих до яких дійшла і тих до яких не дійшла куля скинули у яму та закопали
Із усього єврейського населення Радзілува що складало коло 800 осіб вижила лише сім’я Фінкельштейнів (котра перед тим прийняла католицизм), а також Моше Песах Дороґой із сином Аківою, однак вже після вигнання німців Червоною Армією, двоє останніх були забиті сокирами місцевими селянами, як невигідні свідки бійні 1941 року.

## Дослідження та оцінка
Наприкінці 1940-х років, в умовах соціалістичної Польщі було проведено ряд судових процесів проти учасників убивств представників радянської влади, а також єврейського населення, котрі відбувались після вступу на цю територію німецьких військ 22 червня 1941 року. Однак, практично всі головні виконавці погрому були визнані не винуватими в силу “браку доказів” та лжесвідчень однієї із хрещених єврейок, котра змушена була їх робити під загрозою вбивства. Згодом, у 1960-х роках, свідки стали стверджувати, що виконавцями погрому були німці. У 1964 році в Німеччині, було проведено розслідування щодо гестапівського офіцера Хермана Шапера (Hermann Schaper), який підозрювався в організації та участі у бійні. Це підтвердили двоє свідків Хая Фінкельштейн та Іцхак Фелер. Проте справа проти Шапера була закрита і відкрита знову у 1974 році. В результаті Шапер був засуджений до 8 років ув’язнення, однак був, дочасно звільнений через стан здоров’я. Дослідження Польського інституту національної пам’яті щодо бійні у Радзілуві, також було скасовано.

## Зауваги
1. ↑  Прізвище власника стайні подано згідно свідчень М. Фінкельштейна
2. ↑  Згідно свідчень Берека Вассерштайна це були брати Антоній та Леон Космачевскі
3. ↑  Згідно свідчень Берека Вассерштайна їй було 18 років
4. ↑  Згідно свідчень Берека Вассерштайна її ім’я було Шима
5. ↑  Згідно свідчень Ханни З., польки із Радзілува, ненависть до цієї дівчини пов’язана із тим, що вона не лише була членкинею Комсомолу, але також “кидала камінням у Розп’яття і проклинала”
6. ↑  Фінкельштейн подає цифру 1200 осіб
7. ↑  свідчення Хелени З.
8. ↑  згідно свідчень Фінкельштейна
9. ↑  із свідчень Берека Вассерштайна на суді над Феліксом Ґолдлєвским